# Borrichia
Genre
Borrichia est un genre de plantes à fleurs appartenant à la famille des Asteraceae.

## Liste d'espèces
Selon ITIS :
- Borrichia arborescens (L.) DC.
- Borrichia × cubana Britt. & Blake (pro sp.)
- Borrichia frutescens (L.) DC.